# Mohamed Chaïb
Mohamed Chaïb (20 maggio 1958) è un ex calciatore algerino, di ruolo difensore.

## Carriera

### Club
Ha giocato nella prima divisione algerina.

### Nazionale
Con la nazionale algerina ha partecipato ai Mondiali 1986 ed a tre edizioni della Coppa d'Africa; in precedenza aveva giocato anche i Mondiali Under-20 del 1979.

## Palmarès

### Club

#### Competizioni nazionali
- Campionato algerino: 1

RC Kouba: 1981